# 查爾頓 (倫敦)
查爾頓（Charlton）是英國倫敦東南部的一個地區，在行政區劃上屬於格林威治皇家自治市。查爾頓位於格林威治以東，伍利奇以西，查令十字東南7.2英里（11.6）。查爾頓在1855年成為倫敦都市區的一部分。查爾頓還是查爾頓足球俱樂部的主場。查爾頓首次見於記載是在1086年。